# Свята вода

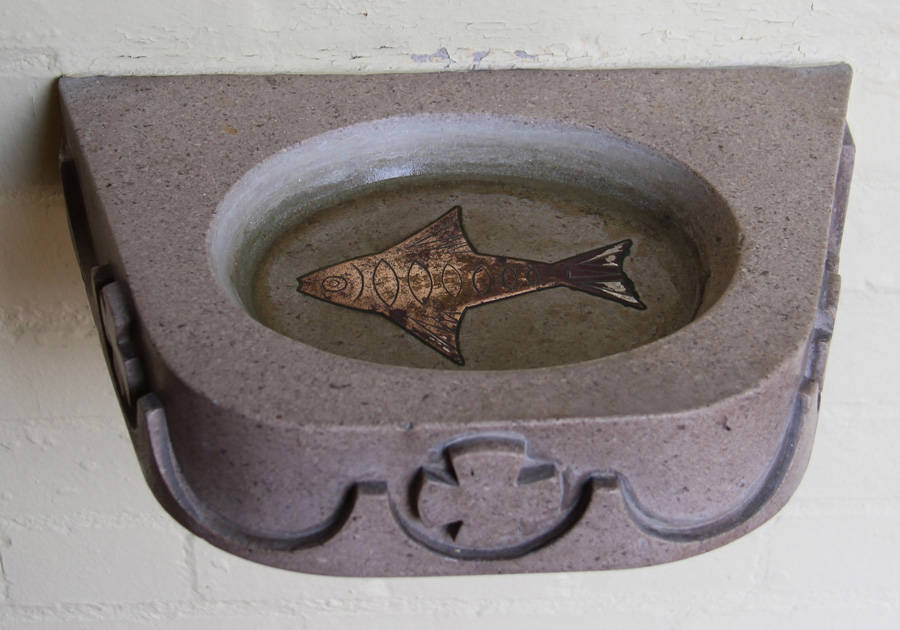
Свята вода в асперсоріумі церкви святого Луки, Лондон

Свята вода, також свячена вода — вода, освячена представником духовенства. В багатьох релігіях слугує для очищення від духовної нечистоти. У християнстві її використовують зокрема під час хрещення.

## У християнстві

### Використання
Святою водою у християнстві називається вода, освячена представником духовенства і яка використовується під час хрещення та для благословення окремих осіб, будівель і предметів, екзорцизму. Свята вода використовується в католицтві, православ'ї, деяких лютеранських синодах, англіканстві та інших церквах.
Передусім свята вода необхідна для здійснення таїнства хрещення, коли людина приймається до Церкви. Велика посудина чи заглиблення для хрещення називається купіль. Свята вода, призначена для окроплення, наливається до меншої посудини — кропильниці. Якщо свяченої води недостатньо, допускається одноразово розбавити її простою чистою водою, але частка свяченої повинна бути більша. Це не впливає на силу святості води і вона може застосовуватися так само. Використання для хрещення неосвяченої води допускається лише в виняткових, скрутних умовах.
Свячена вода зберігається в асперсоріумах — кам’яних або металевих посудинах. Не допускається, щоб свячена вода зберігалася в брудному посуді чи щоб вона лишалася тривалий час без використання. Невикористана свята вода виливається в місці, яке можна вважати духовно чистим; наприклад, де ніхто не ходить і не може її топтати.
Поширене уявлення, що свята вода не псується і може зберігатися необмежено довго. Проте це можна пояснити тим, що свята вода зберігається й використовується не так, як звичайна питна чи господарська, а в окремих чистих посудинах. Якщо вода все ж зіпсувалася, це пов'язується з нешанобливим ставленням до неї, що включає і фізичне забруднення.

### Історія
Традиція символічного очищення шляхом занурення у воду існувала ще до християнства в юдаїзмі. Але вона перейшла до християнства завдяки хрещенню Ісуса Христа Іваном Хрестителем. Спершу свята вода використовувалася християнами виключно для хрещення, тобто, при одноразовому таїнстві долучення до Церкви. Її велике значення пов'язане з настановою Христа після воскресіння: «Тож ідіть, і навчіть всі народи, христячи їх в Ім'я Отця, і Сина, і Святого Духа» (Матвія 28:19–20); хоча Христос не давав прямої вказівки робити це саме з використанням води. Розроблення правил хрещення водою приписується Василію Великому в IV ст., хоча сам обряд відомий приблизно з ІІІ ст., а його запровадження пов'язується з папою Олександром І. З IV-V ст. святу воду почали застосовувати і для символічного очищення шляхом окроплення, благословення когось або чогось, ритуального обмивання тощо.
У ранньому християнстві для хрещення надавалася перевага «живій» воді річок і струмків (див. хрещення Христа в Йордані); вона не отримувала якогось особливого благословення. Для інших обрядів використовували воду в ємності, яку освячували хрестом. Вона використовувалася з метою захисту від злих духів і лікування хвороб. В IV ст. з’явилися офіційні літургійні тексти освячення води, що базувалися на літургійних практиках з кінця ІІІ ст., поширених у Єгипті. В західній традиції до води, яку благословили для інших цілей, окрім хрещення, починаючи з VI ст., додавали сіль. При освяченні храмів воду також змішували з вином та попелом.
У східній традиції велике значення має освячення води на свято Богоявлення (і пов'язане з цим Водохреще) в пам'ять про хрещення Христа. В богослів'ї вважається, що це було двостороннє таїнство: Святий Дух освятив Христа через воду, а Христос освятив собою воду річки Йордан.

### В українській традиції

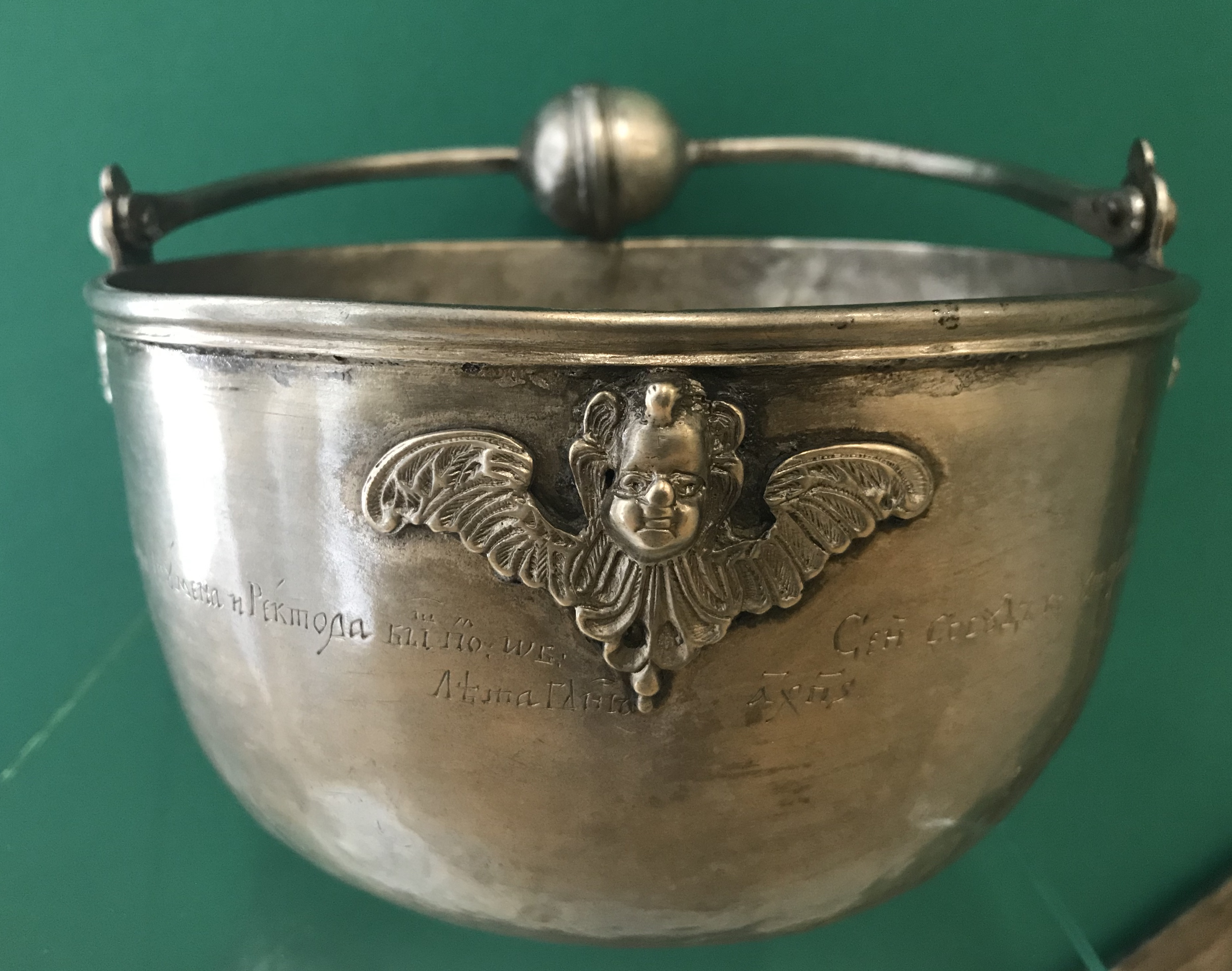
Чаша для свяченої води з Києво-Братського монастиря, 1686 р., Україна. Національний музей історії України, Київ

Ритуали на пошанування води відомі в українців на Водохреще, Стрітення, Юрія, Переполовіння П'ятидесятниці або Переплавної середи, Маковія. На ці свята та присвятки чистять і освячують сільські криниці, степові й лісові джерела. Особлива вага надається воді, освяченій на Водохреще (див. агіасма, йорданська вода), якій приписується цілюща сила. Її набирають з ополонки, в якій священник освячує воду. Таку воду тримають вдома весь рік, уживаючи її проти хвороб, раніше нею також напували худобу. Цілющі властивості приписувалися не лише воді, освяченій священниками, а також воді з криниць, росі, воді, «очищеній» пропусканням через вогонь, весільну каблучку, низку коралів. Поширеність таких уявлень зумовлена водопоклонництвом слов'ян, культом водойм, який існував ще до запровадження християнства.

### Символізм
Вода символізує очищення, бо використовується як засіб усунення нечистоти. Також свята вода в християнстві символізує слова Христа з огляду на фразу «А хто питиме воду, що Я йому дам, прагнути не буде повік, бо вода, що Я йому дам, стане в нім джерелом тієї води, що тече в життя вічне» (Iвана 4:14).
Поширений забобон, що свята вода має магічну силу, проте богослів'я наголошує, що свята вода не володіє якою-небудь захисною властивістю від зла чи особливим складом, і її значення символічне. Згідно з віровченням, будь-які чудеса, пов'язані зі святою водою, є окремими випадками й походять не від її фізичних властивостей, а від віри людини, що використовує цю воду, та від Бога, що цій людині допомагає. Перш за все свята вода слугує нагадуванням про зв'язок усіх християн з Ісусом Христом.

## В інших релігіях

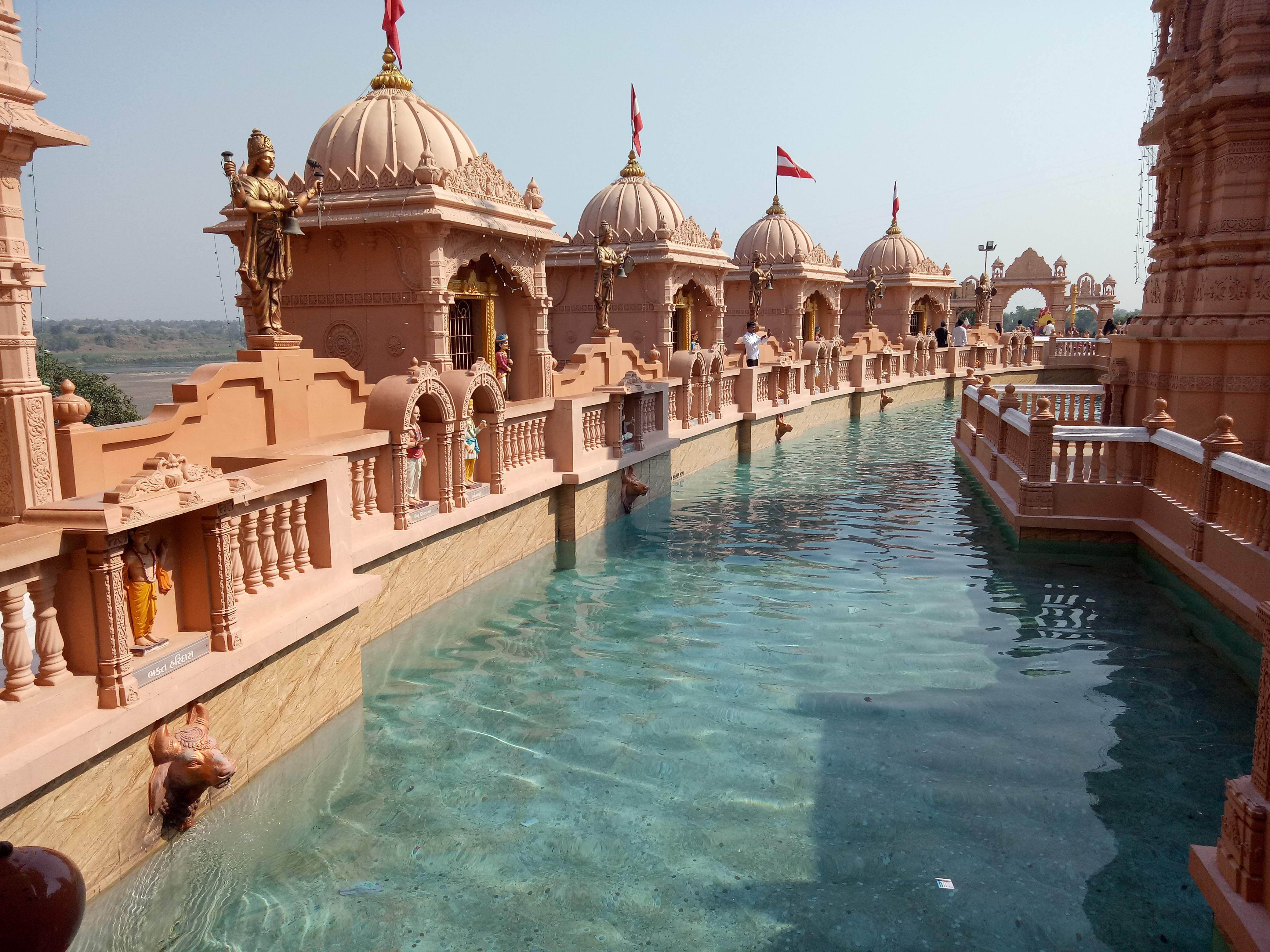
Вода в індуїстському храмі Нілкантхам Пойча, штат Ґуджарат

В ісламі очищення водою відіграє ключову роль при багатьох священних діях. У Корані пророком Мухаммадом вказується, щоби мусульмани робили обмивання перед молитвою, читанням Корану мовою оригіналу, здійсненні хаджу до священної Мекки. Особливо шанується вода з колодязя Замзам, яка надходить із джерела біля Кааби в Мецці. Виділяються велике (всього тіла) та мале (часткове) обмивання. При цьому вважається, що силу духовного очищення вода має тільки при свідомому її використанні з такою метою. Мусульмани визнають реальність омовіння пророка Іси (Ісуса) в Йордані, розуміючи його як фізичне та духовне очищення.
Індуїсти освячують воду читанням мантр; сила духовного очищення такої води, як вважається, залежить від мантри і походження води. Вода може бути присвячена певному божеству, в святині якого набрана. Багато святих місць розташовані вздовж священних річок. Особливо вшановується вода з річки Ганг, «матері всіх річок». Під час фестивалю Кумбга-Мела мільйони індуїстів збираються, щоб скупатися в річці Ганг і очиститися від гріхів.
Ідея «освяченої води» відома практично у всіх буддійських традиціях. Згідно з традицією Тхеравади, вода в посудині освячується гасінням над нею свічки й капанням у воду воску. Для окроплення освяченою водою використовується спеціальна посудина кундіка.